# Nikolaj Sommer
 Der er for få eller ingen kildehenvisninger i denne artikel, hvilket er et problem. Du kan hjælpe ved at angive troværdige kilder til de påstande, som fremføres i artiklen.

Nikolaj Sommer (født 1975) er en dansk journalist, forfatter og tidligere kommunikationschef, der siden 1. juni 2025 har været ansvarshavende chefredaktør på dagbladet Børsen.

## Karriere
Nikolaj Sommer blev uddannet fra Danmarks Journalisthøjskole i 2001 og blev efterfølgende ansat på Børsens Nyhedsmagasin. Han blev vært på TV 2/Finans og blev senere studievært på TV 2-boligprogrammet Huset. Gennem flere år arbejdede han på Dagbladet Børsen, og fra januar 2009 til december 2012 var han vært på DR2's nyhedsmagasin Deadline. I 2013 blev han ansat som kommunikationschef i Finansministeriet, og i 2015 blev han udnævnt til chef for en nyoprettet enhed i Statsministeriet - Regeringens Kommunikationsenhed. I 2018 skiftede han tilbage til Børsen som chef for den journalistiske stab og medlem af direktionen. I 2025 afløste han Bjarne Corydon som ansvarshavende chefredaktør.

## Forfatterskab
I 2004 udgav Sommer sammen med kollegaen Sune Aagaard bogen Succes – historien om Pia Kjærsgaard, ISBN 87-595-2096-5.